# Виловатовське сільське поселення
Вилова́товське сільське поселення (рос. Виловатовское сельское поселение) — муніципальне утворення у складі Гірськомарійського району Марій Ел, Росія. Адміністративний центр — село Виловатово.

## Населення
Населення — 4030 осіб (2019, 4603 у 2010, 4898 у 2002).

## Склад
До складу поселення входять такі населені пункти:
| Населений пункт               | Населення, осіб (2002) | Населення, осіб (2010) |
| ----------------------------- | ---------------------- | ---------------------- |
| Алдеєво, присілок             | 54                     | 43                     |
| Аргаєво, присілок             | 68                     | 58                     |
| Артюшкіно, присілок           | 65                     | 61                     |
| Афонькино, присілок           | 55                     | 27                     |
| Важнангер, присілок           | 98                     | 94                     |
| Виловатово, село              | 1278                   | 1360                   |
| Есяново, присілок             | 95                     | 81                     |
| Єльниково, присілок           | 82                     | 87                     |
| Єрмаково, присілок            | 35                     | 28                     |
| Кожважі, село                 | 213                    | 185                    |
| Корчаково, присілок           | 70                     | 70                     |
| Лепеткіно, присілок           | 74                     | 78                     |
| Ліцкнури, присілок            | 43                     | 27                     |
| Майський, виселок             | 23                     | 13                     |
| Макарово, присілок            | 61                     | 63                     |
| Малий Серманангер, присілок   | 111                    | 96                     |
| Міхаткіно, присілок           | 165                    | 167                    |
| Немцево, присілок             | 115                    | 90                     |
| Нижнє Сарлайкіно, присілок    | 196                    | 161                    |
| Новий, селище                 | 136                    | 139                    |
| Октябрський, виселок          | 0                      | 0                      |
| Осипкино, присілок            | 32                     | 31                     |
| Паратмари, село               | 112                    | 92                     |
| Паратмари-Юванькіно, присілок | 124                    | 104                    |
| Пічужкіно, присілок           | 25                     | 41                     |
| Покан-Юванькіно, присілок     | 189                    | 176                    |
| Сачиково, присілок            | 156                    | 146                    |
| Тепаєво, присілок             | 45                     | 38                     |
| Тетяново, присілок            | 65                     | 84                     |
| Тушнали, присілок             | 133                    | 109                    |
| Шактенважі, присілок          | 85                     | 75                     |
| Шапкілей, присілок            | 112                    | 87                     |
| Шартнейка, присілок           | 40                     | 20                     |
| Шиндир'яли, присілок          | 373                    | 345                    |
| Ширгіяли, присілок            | 59                     | 64                     |
| Янгосово, присілок            | 87                     | 65                     |
| Яндушево, присілок            | 92                     | 78                     |
| Яниково, присілок             | 132                    | 120                    |